# Makarovsky (huyện)
Huyện Makarovsky (tiếng Nga: ? райо́н) là một huyện hành chính tự quản (raion), của Tỉnh Sakhalin, Nga. Huyện có diện tích 2146 km², dân số thời điểm ngày 1 tháng 1 năm 2000 là 11600 người. Trung tâm của huyện đóng ở Makarov.